# ريتا إيمونن
ريتـّا إيمـّونن (Riitta Immonen؛ إيلومانتسي، 13 مايو 1918 - هلسنكي، 24 أغسطس 2008) فنانة أزياء و متعهدة فنلندية ، تـُعرف كمؤسـِّسة مشاركة لشركة ماريمكو الفنلندية للأزياء . كما عـُرفت إيمونن بإنتاجها للقطع الفريدة نوعها و بزبائنها من المشاهير و بعمود سؤال جواب التي كانت تكتبه لمجلة إيفا الفنلندية للأزياء في الخمسينات و الستينات.
مصممة ملابس عصامية ، فتحت إيمونن أول بوتيك تصميم لها في هلسنكي خلال الحرب عام 1942 و الذي حقق النجاح رغم النقص في السنوات التي تلت ذلك. في عام 1951 ، أسست رفقة أرمي راتيا ماريمكو لبيع أقمشة شركة برينتكس الفنلندية للنسيج . ولكن بعد موسم الشركة الأول ، ركزت على مجموعة سندريلا الخاصة بها ، و غادرت ماريمكو بعد بضع سنوات ، مستمرة في تصميم ملابس لبقية حياتها. بين عامي 1987-1990 استمرت بتصميم ملابس فريدة من نوعها لشركة اسمها أتلييريكا . في عام 2008 ، كانت إيمونن موضوع معرض أقيم في متحف التصميم الفنلندي. و توفيت لاحقاً في نفس العام في هلسنكي.